# 9680 Molina
9680 Molina è un asteroide della fascia principale. Scoperto nel 1960, presenta un'orbita caratterizzata da un semiasse maggiore pari a 2,2720485 UA e da un'eccentricità di 0,1079468, inclinata di 4,65336° rispetto all'eclittica.